# Gàl·lia Celta
La Gàl·lia Celta o Gàl·lia Lugdunense fou una província romana que ocupava la part central de les Gal·lies. Tenia al nord la Gàl·lia Belga; a l'est, el Rin i Germània; a l'oest, l'oceà Atlàntic; i al sud la Narbonense i Aquitània. La capital era Lugdúnum (actual Lió).